# МАЗ-535
МАЗ-535 — семейство тяжёлых четырёхосных (8 × 8) автомобилей-тягачей, разработанных в 1954—1959 годах в СКБ Минского автомобильного завода под руководством Б. Л. Шапошника. С 1958 по 1961 год выпускались на Минском автозаводе, с 1961 года производство было перенесено на Курганский завод колёсных тягачей, где автомобили МАЗ-535 выпускались до 1964 года, когда их сменили более мощные тягачи семейства МАЗ-537.
Конструкция МАЗ-535 имела ряд отличительных технических решений, в том числе: корытообразная рама с Z-образными лонжеронами, независимая подвеска всех ведущих односкатных колёс, тележечная схема расположения осей, управляемые колёса передней тележки, центральная система подкачки шин, гидромеханическая трансмиссия, межосевые и межколёсные самоблокирующиеся дифференциалы, цельнометаллическая четырёхместная кабина, гидроусилитель рулевого управления, пневмогидравлическая тормозная система, а также третья фара инфракрасной подсветки в центре кабины для использования прибора ночного видения.
Тягачи МАЗ-535 широко применялись в Ракетных войсках стратегического назначения Резерва Верховного Главнокомандования для транспортировки баллистических ракет. Именно в этом качестве его можно было наблюдать во время многочисленных военных парадов на Красной площади. На шасси МАЗ-535Б были созданы опытные пусковые установки тактических ракет «Онега» и «Ладога», МАЗ-535В буксировал пусковые установки оперативно-тактического ракетного комплекса «Темп» и беспилотных самолётов Ту-121 и Ту-123 (ДБР «Ястреб-1»).

## История
Постановлением Совета Министров (ПСМ) № 1258-563сс от 25 июня 1954 года «О создании производственных мощностей и об обеспечении Минобороны СССР артиллерийскими мощностями» на основных автомобильных заводах СССР создавались специальные конструкторские бюро (СКБ) для разработки военной техники. На Минском автомобильном заводе 23 июля того же года согласно приказу директора № 15сс было образовано секретное подразделение п/я Р-6131 СКБ № 1 (СКБ-1), которое возглавил Борис Львович Шапошник, а 1 сентября — закрытый цех опытного производства (ЦОП).
Одной из первых задач СКБ-1 являлось создание четырёхосных полноприводных (8 × 8) тягачей МАЗ-535 и МАЗ-536 для буксировки артиллерийских систем и другого вооружения массой 10 и 15 т соответственно. Заказчик предъявлял весьма высокие требования по проходимости (полуметровый дорожный просвет, преодолеваемый брод до 1,3 м, подъёмы — до 30 градусов), запасу хода по топливу, условиям эксплуатации (при температуре окружающего воздуха от −50 °C до +50 °C).
Разработка МАЗ-535 началась в сентябре 1954 года. В мае-июне 1956 года были собраны два первых опытных образца МАЗ-535. В ходе испытаний выявилась недостаточная прочность рамы, которая не обеспечивала кинематического согласования многочисленных элементов трансмиссии при воздействии динамических нагрузок. Конструкторы СКБ разработали новую клёпано-сварную раму лестничного типа, изготовленную из стального листового проката и имеющую корытообразное сечение и наклонные Z-образные лонжероны; позднее данная конструкция рамы применялась во всех последующих многоосных машинах Минского автозавода.
Летом 1957 года три экземпляра МАЗ-535А поступили на контрольные испытания в различных климатических зонах. Модифицированная машина получила усиленные раму, кузов и систему вентиляции моторного отсека, а также стала оснащаться лебёдкой. Внешне МАЗ-535А отличался двумя лобовыми стёклами вместо трёх и повышенным расположением моторного отсека (так что моторный отсек и кабина имели одну и ту же высоту крыши), который оснащался двухрядным набором вертикальных щелей для забора воздуха вместо откидных бортовых люков. Машины МАЗ-535 позднего выпуска в связи с отказом от использования прибора ночного видения получили другую светотехнику: исчезла третья фара в центре кабины, а по бокам кабины стали устанавливать небольшие круглые обтекатели с подфарниками.
По результатам испытаний МАЗ-535А в 1957 году был рекомендован к серийному производству. В проектировании МАЗ-535А под руководством Б. Л. Шапошника принимали участие конструкторы Д. Э. Кацнельсон, В. В. Дробышевский, А. М. Печенев, Б. М. Рабинович, А. И. Хренов, А. Х. Лефаров, Г. И. Кеник, К. Г. Кукушкин, Б. Н. Шкирич, И. Л. Шейнкер и другие. По мнению некоторых авторов, прототипом компоновочной схемы МАЗ-535 послужил трофейный немецкий бронеавтомобиль Büssing-NAG ARK (8 × 8), имевший блокируемые межосевые дифференциалы и независимую подвеску всех колёс.
Мелкосерийный выпуск МАЗ-535А осуществлялся в 1958—1961 годах на базе ЦОПа, который в 1959 году реорганизован в механосборочный цех № 3 (МСЦ-3), а в 1960 — сборка тягачей выделена в отдельный цех сборки и испытания автомобилей (ЦСИА-2). С 1959 года также выпускалась следующая модификация МАЗ-535 — седельный тягач МАЗ-535В. Позднее производство МАЗ-535 было перенесено из Минска на Курганский завод колёсных тягачей (КЗКТ). Первый курганский МАЗ-535А был собран в июне 1960 года, затем развернулось производство МАЗ-535В.
Широкой публике автомобиль был представлен 7 ноября 1961 года во время военного парада в Москве, где МАЗ-535А буксировал специальную тележку с ракетой Р-14. 16 июля 1962 года МАЗ-535А был принят на вооружение Советской Армии. В отличие от МАЗ-537, который экспортировался во многие страны, МАЗ-535 служил только в Советской Армии.

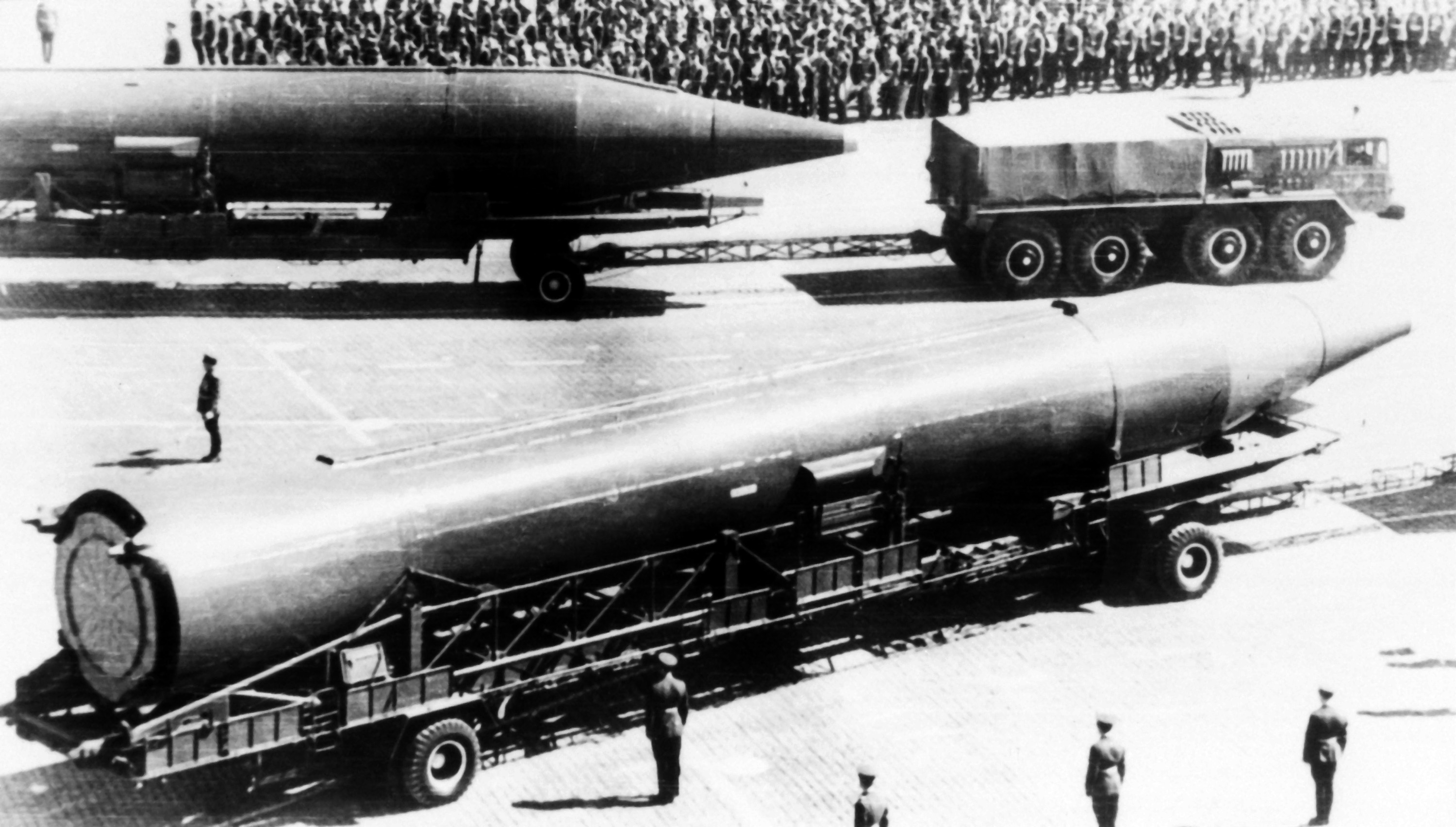
Ракета Р-14, буксируемая тягачом МАЗ-535А, 1977 год

Тягачи МАЗ-535А с конца 1950-х годов использовались для буксировки 152-мм пушек М-47 и специальных транспортных тележек с баллистическими ракетами Р-5М, Р-12 (8К63), Р-14 (8К65), Р-16 (8К64), Р-26, Р-36 (8К67), ГР-1 (8К713), РТ-15. В 1958 году для транспортировки ракет Р-12 (стартовая масса 42 т) была создана тележка 8Т115 с односкатными колёсами передней оси и двускатными — задней (габариты 22 850×2720×2500 мм). Позднее для ракеты Р-16 (стартовая масса 150 т) была разработана двухосная тележка 8Т139. На этой тележке на очередном параде в Москве 9 мая 1965 года МАЗ-535А буксировал опытные ракеты ГР-1 (стартовая масса 117 т).
Кроме сугубо военного применения, тягачи МАЗ-535А использовались и в народном хозяйстве для перевозки крупных неделимых грузов. Так, при транспортировке 200-тонного трансформатора для Ингурской ГЭС в составе автопоезда было три тягача МАЗ-535А.
Для монтажа ракетных пусковых установок на базе МАЗ-535А было создано опытное шасси МАЗ-535Б. В 1959 году на Уральском машиностроительном заводе на МАЗ-535Б была установлена опытная пусковая установка Д-110К тактического комплекса «Онега» с ракетой 3М1 (стартовая масса до 3 т), испытания которой проходили в 1960 году. 5 февраля 1960 года разработка комплекса прекращена ПСМ № 138-48. В апреле следующего года начались испытания тактического комплекса «Ладога» с ракетой 3М2 (стартовая масса 3150 кг). Три пуска в июле-сентябре 1961 года завершились разрушением ракеты на активном участке траектории из-за конструктивных дефектов. В начале следующего года готовилась партия ракет усовершенствованной конструкции, однако 3 марта 1962 года работы по этой системе были прекращены ПСМ № 213—113. Шасси МАЗ-535Б оказалось слишком слабым для использования в качестве пусковой установки. Вместо этих ракетных систем в 1961 году на вооружение был принят комплекс «Луна» с различными типами ракет. По иронии судьбы гусеничное шасси пусковой установки 2П16, созданное на базе плавающего танка ПТ-76, имело небольшой ресурс и для транспортировки комплекса использовался специальный полуприцеп, который буксировал седельный тягач МАЗ-535В.
Из всех представителей семейства 535 седельный тягач МАЗ-535В оказался наиболее востребованным вариантом. Для перевозки тяжёлой гусеничной техники и ракетных систем в сцепе с МАЗ-535В часто использовались полуприцепы МАЗ-5248 и МАЗ-9989. Последний, в частности, служил для транспортировки гусеничной трубомонтажной машины ТУМ-150.
В соответствии с ПСМ № 839—379 от 21 июля 1959 года НИИ-1 (будущий Московский институт теплотехники) начал проектирование первой советской твердотопливной управляемой оперативно-тактической ракеты 9М71 «Темп» с дальностью полёта 600 км и мощностью боевой части 300 кт. Пусковую установку 9П11 (Бр-225) предлагалось разместить на базе МАЗ-535В в сцепе с полуприцепом МАЗ-5248 грузоподъёмностью 25 т (по другим данным — на базе МАЗ-537Б). Разработка пусковой установки Бр-225 началась 14 февраля 1959 года на заводе «Баррикады», полигонная пусковая установка Бр-234 для лётных испытаний ракеты была изготовлена в 1960 году, а опытный образец Бр-225 — к 1962 году; кроме того, велась разработка пусковых установок Бр-240 (для транспортировки на вертолётах) и Бр-264 (на шасси МАЗ-543). Испытания показали недостаточность технических характеристик ракеты и разработка комплекса была свёрнута ПСМ № 800—273 от 16 июля 1963 года.
Отдельной страницей истории МАЗ-535 является его использование в качестве стартового автомобиля пусковых установок тяжёлых беспилотных самолётов. Согласно ПСМ № 1145—519 от 23 сентября 1957 года ОКБ-156 Туполева приступило к разработке стратегического сверхзвукового беспилотного ударного «самолёта 121» (Ту-121, изделие «С») средней дальности (до 4000 км) с ядерной боевой частью. Первоначально в качестве тягача 4-осной буксируемой пусковой установки СТ-10 использовался ЯАЗ-214 (по другим данным — ЯАЗ-210Д), затем — МАЗ-535В (по другим данным — МАЗ-535А или МАЗ-535 (без указания модификации)). Транспортная масса ПУ: 27 650 кг (без самолёта: 21 250 кг), взлётная масса самолёта-снаряда: 32 600 кг (по другим данным — 35 000 кг), из них топлива: 16 000 кг, диаметр цилиндрической части корпуса: 1,7 м, размах крыльев: 8,4 м, длина самолёта: 24,77 м, длина ПУ: 25 м, ширина ПУ: 6,0 м (стартовое положение) / 3,2 м (походное положение), длина направляющих: 10 м, максимальная скорость транспортировки ПУ: 40 км/ч по шоссе и 20 км/ч по грунтовой дороге. При транспортировке консоли крыльев, рули и стартовые ускорители отстыковывались и перевозились на пусковой установке, боевая часть и аппаратура управления перевозились отдельно на специальном автомобиле. Для запуска маршевого турбореактивного двигателя КР-15-300 на тягач установили электрогенератор мощностью несколько десятков кВт.
25 августа 1959 года был успешно произведён первый запуск Ту-121, к концу года было осуществлено ещё четыре успешных пуска. В ходе испытаний с помощью обыкновенного кролика была подтверждена возможность пуска самолёта из кабины стартового автомобиля. Несмотря на успешные заводские испытания, в свете развития баллистических ракет средней и межконтинентальной дальности 11 ноября 1959 года дальнейшие работы по Ту-121 были признаны Военно-Промышленной Комиссией бесперспективными и окончательно прекращены ПСМ от 5 февраля 1960 года. Одновременно с работой над Ту-121 в ОКБ-156 шло проектирование «самолёта 123» (Ту-123, изделие «Д») с межконтинентальной дальностью для несения термоядерной боевой части; разработка этого проекта была остановлена одновременно с окончанием работ по Ту-121, а в дальнейшем шифр 123 получил другой самолёт — беспилотный разведчик «Ястреб-1».
16 августа 1960 года принимается ПСМ № 900—376 о разработке системы дальней беспилотной разведки ДБР-1 «Ястреб» («Ястреб-1») с «самолётом 123» (Ту-123, изделие «Ш»). Ту-123 был создан на основе Ту-121, конструкция которого была существенно доработана для выполнения новой задачи. Головная часть, которая вместо ядерного заряда несла аппаратуру для аэрофотосъёмки и радиотехнической разведки, транспортировалась отдельно от остального самолёта, что позволило использовать в качестве стартовой установки СУРД-1 (СТ-30) двухосный полуприцеп вместо 4-осного. В состав средств стартовой позиции также входили стартовый автомобиль-тягач САРД-1 (СТА-30) и контрольно-стартовый автомобиль КАРД-1С (КСМ-123). На испытаниях комплекса в роли тягача использовался МАЗ-535В с бронезащитой кабины и моторного отсека, в дальнейшем для этой цели применялся МАЗ-537Д, оснащённый электрогенератором, защитными щитками стёкол, пультом контроля и пуска. Заводские испытания были завершены в сентябре 1961 года, государственные — в декабре 1963. 23 мая 1964 года выходит ПСМ № 444—178 «О принятии системы дальней беспилотной фото- и радиотехнической разведки ДБР-1 „Ястреб“ на вооружение ВВС». Серийный выпуск ДБР-1 осуществлялся с 1964 по 1972 год на Воронежском авиационном заводе № 64 (построено 52 экземпляра); в 1979 году система была снята с вооружения.
С 1956 года велась разработка МАЗ-536 и МАЗ-537. Основным отличием от семейства МАЗ-535 являлось применение двигателя Д-12-А, отрегулированного на мощность 525 л. с. (по другим данным мощность двигателя МАЗ-536 составляла 520 л. с.). В 1957 году был собран единственный опытный образец МАЗ-536, который в 1958 году успешно прошёл приёмочные испытания. С ростом массы бронетанкового и ракетного вооружения работы по МАЗ-536 с июля 1959 года уступили место проектированию более мощного тягача МАЗ-537, первые образцы которого появились в конце 1958 года. С передачей документации по МАЗ-537 с Минского завода на Курганский и началом серийной сборки машин этого семейства в конце 1964 года выпуск МАЗ-535 был завершён и на КЗКТ.
Объёмы выпуска: 1961 — около 200 машин, 1962 — около 150. Несколько экземпляров МАЗ-535А до начала 1990-х годов хранились на военной автотракторной базе в посёлке Гарь-Покровское (Одинцовский район Московской области), расположенном в 10 км от станции Голицыно. Дальнейшая судьба машин неизвестна.

## Описание конструкции

### Кабина и управление
Четырёхместная цельнометаллическая стальная кабина с плоской передней облицовкой вынесена на передний свес рамы тягача. Серийные грузовики того времени (МАЗ-200, МАЗ-525, ЯАЗ-210) имели деревометаллические кабины. Кабина имеет по одной распашной двери по каждому борту, люк и фару-прожектор на крыше, два вентиляционных люка в передней облицовке, а также люки в полу для обслуживания ходовой части. Привод стеклоочистителей и звукового сигнала пневматический. Внутри кабины расположены органы управления основными системами автомобиля и контрольно-измерительные приборы и датчики. Для обогрева кабины может использоваться как водяной отопитель, соединённый с системой охлаждения двигателя, так и независимый бензиновый отопитель О15-Б (ОВ-15) с теплопроизводительностью 1500 ккал/час.
Характерной внешней особенностью некоторых экземпляров МАЗ-535 являлась третья фара с инфракрасным светофильтром, расположенная по центру передней панели кабины и предназначенная для подсветки дороги при использовании прибора ночного видения.
Рулевое управление снабжено гидроусилителем, позаимствованным от МАЗ-525 (1951 год, первый серийный гидроусилитель, впоследствии использованный во множестве моделей МАЗ и БелАЗ). Рабочая тормозная система однопроводная пневмогидравлическая, все колёса оснащены барабанными тормозными механизмами. Стояночный тормоз ленточный механический в раздаточной коробке.

### Двигатель
За кабиной располагается моторный отсек. МАЗ-535 оснащён 12-цилиндровым V-образным четырёхтактным бескомпрессорным дизельным двигателем Д-12-А-375 мощностью 375 л. с., который представлял собой одну из модификаций танкового дизеля В-2 с увеличенным моторесурсом. Двигатель такого типа уже устанавливался на карьерный самосвал МАЗ-525.
Для работы в зимних условиях МАЗ-535 оборудован предпусковым подогревателем двигателя танкового типа, способным за 15 минут нагреть охлаждающую жидкость до 80 °C при температуре окружающего воздуха −40 °C, при этом также разогревается масло. Для пуска двигателя предусмотрено две системы: электрическая (стартёр СТ-710 мощностью 15 л. с.) и пневматическая (10-литровые баллоны со сжатым воздухом, номинальное давление 150 кг/см², обеспечивает три-четыре пуска). Для облегчения запуска двигателя его можно отсоединить от трансмиссии.
Два топливных бака, расположенные после моторного отсека, несут в сумме, по разным данным, от 700 до 760 л топлива. Наиболее подробно объёмы баков приведены в руководстве по техническому обслуживанию: у модификаций МАЗ-535А и МАЗ-535В каждый бак вмещает 350 л топлива, у МАЗ-535Б — 335 л.

### Трансмиссия
Для передачи крутящего момента от двигателя к колёсам на МАЗ-535 впервые в СССР была применена гидромеханическая трансмиссия. Она состоит из повышающей передачи, гидротрансформатора, планетарной коробки передач, раздаточной коробки, 4-х ведущих мостов и 8-ми колёсных планетарных редукторов, соединённых 16-ю карданными валами. Повышающая передача работает как редуктор с передаточным числом 0,733. Здесь отбирается мощность для вентиляторов, компрессора, гидроусилителя руля.
Главным элементом трансмиссии является бесступенчатый четырёхколёсный гидротрансформатор, который позволяет плавно изменять передаваемый на колёса крутящий момент без прерывания потока мощности и защищает двигатель от перегрузок. Для сокращения внутренних потерь гидротрансформатор можно отключить (заблокировать) и использовать в режиме гидромуфты.
Установлены семь дифференциалов: два межосевых (между 1-й и 2-й и между 3-й и 4-й осями), четыре межколёсных (передние — фрикционные муфты, задние — зубчатые муфты свободного хода) на ведущих осях (все 6 самоблокирующиеся) и межтележечный дифференциал с принудительной блокировкой в раздаточной коробке.
Коробка передач имеет три передачи переднего и одну — заднего хода. На второй и третьей передачах возможно заблокировать гидротрансформатор при достижении двигателем эксплуатационного режима (1600—1700 об/мин) для повышения скорости движения, когда не требуется увеличивать крутящий момент. Если при движении на высших передачах встречается непродолжительный подъём или другое препятствие, то достаточно разблокировать гидротрансформатор без перехода на низшую передачу. При движении на первой передаче гидротрансформатор не блокируется.
Раздаточная коробка имеет четыре режима: повышающая передача (используется при движении по хорошим дорогам), низшая, низшая с блокировкой дифференциала (в тяжёлых дорожных условиях) и нейтраль, позволяющая включать лебёдку.

### Ходовая часть
Колёсная формула 8 × 8 / 4. Все представители семейства МАЗ-535 имеют классическую тележечную компоновку, то есть колёса двух передних и двух задних мостов сближены. Рулевое управление действует на управляемые колёса 1-го и 2-го мостов. Подвеска всех колёс (кроме модификации МАЗ-535В) независимая рычажно-торсионная с гидроамортизаторами (по другим данным, только колёса первой и последней осей снабжались гидравлическими телескопическими амортизаторами двухстороннего действия). Привод колёс осуществляется качающимися карданными валами от жёстко закреплённых на раме главных передач; в приводе управляемых колёс передней тележки используются шариковые шарниры равных угловых скоростей Bendix-Weiss.
Все колёса односкатные с широкопрофильными 12-слойными камерными шинами переменного давления, управление которым производится с помощью централизованной системы подкачки воздуха. Индивидуальные шинные краны позволяют отключать неисправные колёса от системы подкачки.
Модификация МАЗ-535В в связи с возросшей нагрузкой на заднюю тележку (допустимая нагрузка на седельно-сцепное устройство 12 т) имела балансирную подвеску задней тележки без упругих элементов, усиленную раму, более прочные 16-слойные шины; лебёдка и система подкачки шин не устанавливались. По другим данным, использовались шины переменного давления, причём нормальное давление было повышено с 2,0 до 2,5 атм. Снаряжённая масса снизилась до 18 500 кг, длина уменьшилась до 8595 мм, дорожный просвет увеличился на 25 мм, угол максимального подъёма снизился до 15 градусов.

### Электрооборудование
Автомобиль был оснащён частично экранированной электросетью напряжением 24 В. В качестве источников электроэнергии использовались четыре аккумуляторные батареи танкового типа и генератор. Основные потребители: стартёр, системы подогрева и охлаждения двигателя, масляный насос, механизм блокировки гидротрансформатора, приборы освещения и контрольно-измерительная аппаратура.

## Модификации
- МАЗ-535 (1956) — тягач с грузовой платформой (опытные образцы)[3][9]
- МАЗ-535А (1957—1964) — тягач с грузовой платформой[2][3][9][22][23]. Усиленная рама, повышенное расположение моторного отсека с двухрядной щелевой системой вентиляции, лебёдка
- МАЗ-535Б (1959—1962) — шасси опытных пусковых установок ракетных комплексов «Онега» и «Ладога»[3][13]. Оснащался задними опорами
- МАЗ-535В (1959—1964) — седельный тягач[2][9][23], мог работать и с прицепами. Безрессорная балансирная подвеска задней тележки, лебёдка не устанавливалась

## Технические характеристики
Данные для модификации МАЗ-535А.
- колёсная формула: 8 × 8 / 4
- грузоподъёмность: 7000 кг[2][3][7][9][10][23][26] (6000 кг[22])
- снаряжённая масса: 19 400 кг[3][22] (18 970 кг[8][10][23][26])
- масса буксируемого прицепа
  - по дорогам с твёрдым покрытием: 50 000 кг[3][22] (15 000 кг[8][10][23][26])
  - по грунтовым дорогам и бездорожью: 15 000 кг
- максимальная скорость:
  - тягача: 60 км/ч
  - в составе автопоезда: 20—40 км/ч
- габариты: 8780×2805×2915 мм
  - грузовая платформа: 4500×2595×315 мм
  - высота по тенту: 3130 мм[9]
- колея: 2150 мм
- колёсная база: 1700+2350+1700=5750 мм
- размер шин: 18,00-24" (диаметр около 1,7 м)
- дорожный просвет: 475 мм
- давление в шинах: 0,7—2,0 атм[2][3][9][10][23][24][26] (0,7—2,5 атм[22])
- наибольший угол подъёма: 30 градусов
- допустимый косогор: 12 градусов
- преодолеваемый брод: 1,3 м
- минимальный радиус поворота: 13,4 м
- усилие на лебёдке: 15 т
  - длина троса лебёдки: 100 м (выдача вперёд и назад)
- двигатель: дизельный Д-12-А-375, жидкостного охлаждения
  - объём: 38,88 л
  - мощность: 375 л. с. (276 кВт) при 1650 об/мин
- объём топливных баков (общий): 700 л[8][23][24][26] (760 л[3][22])
  - расход топлива (контрольный): 75 л/100 км
  - запас хода по топливу в средних эксплуатационных условиях: 600 км[22] (700 км[3], 300 км[8])
- электросеть: частично экранированная
  - напряжение: 24 В
- температурный режим эксплуатации: от −50 °C до +50 °C

## В игровой индустрии
- В играх Spintires и MudRunner носит название D-535.